# Municipio de Centre (condado de Perry)
El municipio de Centre  (en inglés: Centre Township) es un municipio ubicado en el condado de Perry en el estado estadounidense de Pensilvania. En el año 2000 tenía una población de 2.209 habitantes y una densidad poblacional de 28 personas por km².

## Geografía
El municipio de Centre se encuentra ubicado en las coordenadas 40°25′00″N 77°15′59″O / 40.41667, -77.26639.

## Demografía
Según la Oficina del Censo en 2000 los ingresos medios por hogar en la localidad eran de $43,900 y los ingresos medios por familia eran $49,393. Los hombres tenían unos ingresos medios de $33,750 frente a los $26,581 para las mujeres. La renta per cápita para la localidad era de $19,057. Alrededor del 6,1% de la población estaban por debajo del umbral de pobreza.